# Charles Diers
Charles Diers (Cambrai, 6 giugno 1981) è un ex calciatore francese, di ruolo centrocampista.

## Caratteristiche tecniche
È un esterno destro.